# Antonio Abbondanti
Antonio Abbondanti (latinisiert Antonius Abundantius; * um 1590 in Imola; † 17. Mai 1653 in Lüttich) war ein italienischer Dichter und Schriftsteller.

## Leben und Werk
Über das frühe Leben von Antonio Abbondanti und die ersten Stationen seiner Ausbildung ist wenig bekannt. Er soll kurzzeitig dem Orden der Kartäuser angehört haben und 1608 Sekretär des Bischofs von Mantua geworden sein. Jedenfalls steht fest, dass er als junger Mann 1615 in die Dienste von Pier Luigi Carafa trat, der Statthalter von Ferno war. Als Carafa 1624 zum Bischof von Tricarico und kurz darauf zum Apostolischen Nuntius von Köln ernannt wurde, begleitete Abbondanti ihn in der Stellung eines Sekretärs zuerst nach Rom sowie anschließend nach Köln. Carafa sollte zur Wiederherstellung der Kirchendisziplin in Deutschland beitragen, um die Treue der weiterhin an der katholischen Konfession festhaltenden Territorien zur römisch-katholischen Kirche zu festigen.
In der Karnevalssaison 1625 verfasste Abbondanti das satirisch-burleske Kurzepos Viaggio di Colonia (Köln 1625), in dem er in Versen seine weite Reise von Fermo über Rom nach Köln beschreibt und auch erfundene Episoden einfügt. Kaum ein Jahr nach seiner Ankunft in Köln musste Carafa seine Residenz kurzfristig nach Lüttich verlegen, von wo er im November 1625 wegen eines von Trier aus an ihn gerichteten Schlichtungsgesuchs wieder zurückkehrte. Abbondanti, der ihn stets begleitete, verfasste im April 1626 eine Viaggio di Colonia a Treviri. Darin schildert er u. a. seine Eindrücke von Lüttich. Ihm gefiel zwar die Anlage der Stadt, doch kritisiert er scharf deren Einwohner; diese seien Querulanten und würden sich zügellos dem Biergenuss hingeben, die Frauen verhielten sich sehr unkeusch usw. Eine Neuauflage beider Gedichte erschien unter dem Titel Viaggio di Colonia, e un’altro a Treviri 1627 in Venedig.
Abbondanti schrieb sodann ein Encomio di Napoli, das in der Gazzette Menippee del Parnaso (Venedig 1629) veröffentlicht wurde. Er reiste 1630 wieder in die Niederlande und publizierte dort unter dem Pseudonym Ercole Cristiano eine Eloge auf den Grafen Tilly, einen bedeutenden Feldherrn während des Dreißigjährigen Kriegs (Lüttich 1630). Dieses Werk enthält neben den von Abbondanti stammenden italienischen Versen auch einen lateinischen Prosatext aus der Feder von Adriano de Fleron sowie lateinische Verse eines anonymen Autors. In der Carafa gewidmeten Gedichtsammlung La Giuditta (Lüttich, 1630) huldigt Abbondanti mehreren Lütticher Damen von „außergewöhnlicher Schönheit“ und drückt Bewunderung für die drei bedeutenden Lütticher Künstler Michel Natalis, François Walschartz und Gérard Douffet aus. Ebenfalls Carafa widmete der Poet, der unter dem Namen Innominato Mitglied der bolognesischen Akademie der Avvivati war, seine Rime sacre morali e varie (Lüttich 1630).
Als Carafa 1634 heimkehrte, verblieb Abbondanti in seiner Stellung als Sekretär der nachfolgenden Kölner Nuntien Martino Alfieri und Fabio Chigi (des späteren Papstes Alexander VII.). In seinem letzten literarischen Werk, das er in Prosa abfasste, versuchte er sich als Historiker. Er zeichnete nämlich unter dem Titel Breviario delle guerre dei Paesi Bassi, dal 1559 fin’ al 1609 (Köln 1641) den Aufstand der Niederlande gegen die Hegemonie des habsburgischen Spaniens nach. Ab etwa 1644 residierte er als Auditor in Lüttich und fungierte nach Chigis Abreise aus Köln interimistisch von 1651–52 als Geschäftsträger der Kölner Nuntiatur, bis Giuseppe Maria Sanfelice als Nachfolger Chigis eintraf. Nun zog er sich endgültig nach Lüttich zurück, wo er als Kanoniker des Kapitels der St.-Pauls-Kirche Einkünfte aus einer Pfründe besaß. Er starb am 17. Mai 1653 und wurde in einer Seitenkapelle der Stiftskirche beigesetzt. Auf seinem aus schwarzem Marmor gefertigten Grabstein wurde ihm ein Epitaph gesetzt.